# Marzo-Mart
Manuel Marzo Martínez (Manresa, 1944) és un pintor, gravador i escultor català més conegut amb el nom artístic de Marzo-Mart.

## Biografia
Estudià pintura i dibuix a l'Acadèmia Vilajosana de Manresa i gravat a París amb en Friedlaender. De ben jove entrà d'aprenent al servei artístic dels magatzems Cal Jorba de Manresa, que dirigia Ramon Salisi.
De seguida es converteix en un artista local destacat i és un dels promotors del grup Art Viu el 1963. Les primeres reunions del grup es feren al seu taller, al passatge Lladó de Manresa.
El 1965, quan només tenia 19 anys, obté el primer premi del "Salón de Otoño" de Manresa i celebra la seva primera exposició individual, a la Sala Rovira de Barcelona.
I, a partir d'aquí obté el reconeixement amb diferents premis de pintura i dibuix, i amb moltes més exposicions a Barcelona Figueres, Platja d'Aro, Sabadell, Madrid i Las Palmas de Gran Canaria.
Però el 1969 s'instal·la a Basilea, Suïssa, obre un taller de gravat i inicia la seva etapa més internacional. Exposa a Brussel·les, Basilea, Berna, Lausana i Zuric, entre d'altres.
El 1974 obté una beca de la Fundació Juan March que li permet freqüentar el taller del gravador Friedlaender a París.

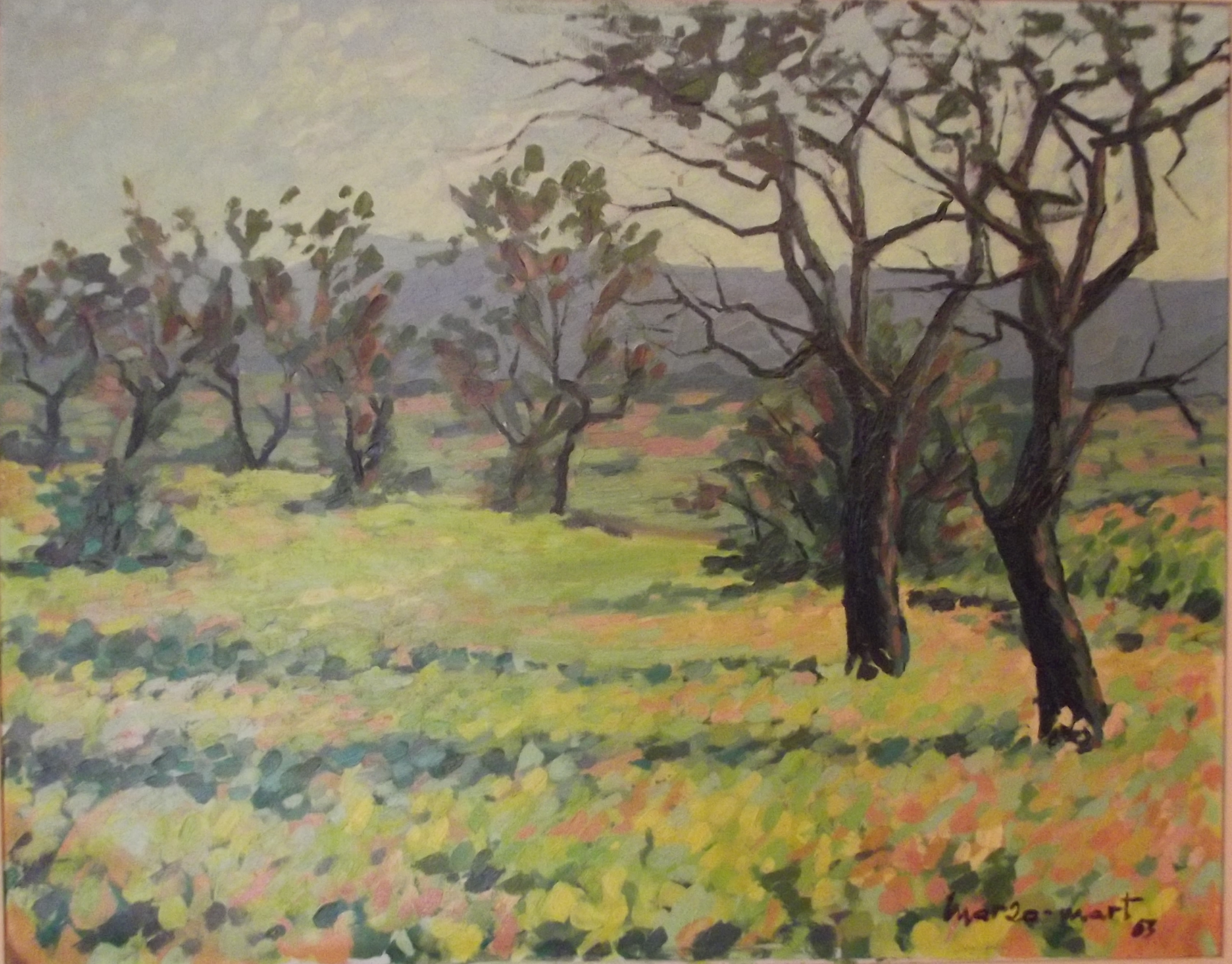
Oliveres (1963)

El 1979 trasllada el seu taller de Tregurà (Ripollès) a Sant Feliu de Guíxols.
El 1987 deixa el seu taller de Basilea i s'instal·la Barcelona.
Marzo-Mart té escultures en diverses ciutats catalanes, com Molins de Rei, Esplugues de Llobregat, Blanes, Manresa i Sant Feliu de Guíxols, i és un artista reconegut en bona part d'Europa.
L'obra de Marzo-Mart ha passat de ser figurativa en els seus inicis pictòrics a tendir a l'abstracció en les obres actuals, tant en pintura com en escultura, i ha tingut influències diverses: realisme, expressionisme, impressionisme, etc.

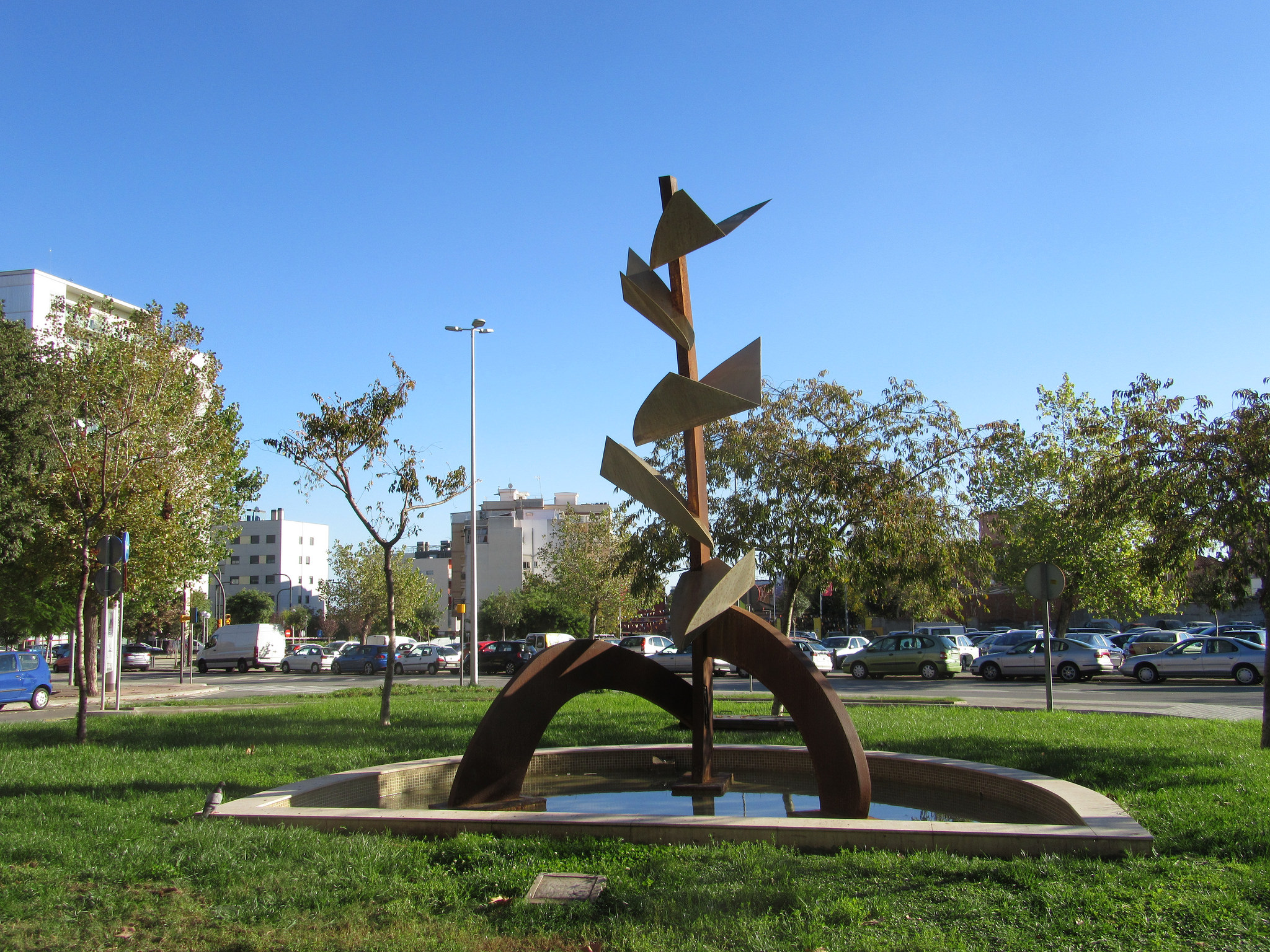
Escultura a Esplugues de Llobregat